# 香港討論區
香港討論區（discuss.com.hk，簡稱“香討”)是香港的網上論壇之一，於2003年成立，由Networld Technology Limited營運，主要收入來自廣告。目前討論區所使用的系統是Discuz!6。截至2018年6月14日，它被評為香港第六大訪量最高的網站。
香港討論區的口號是「一個香港只得一個香港討論區 (The one and only forum of Hong Kong)」。廣告宣傳片曾用口號「正正經經，嚟香討傾」及「香討，香港No.1」。

## 歷史概况

### 2003年
- 2003年2月17日，香港討論區最早期是採用phpBB 2.06程式，正式招收會員的日期則為2003年2月22日。

- 2003年7月31日加設「馬照跑、波照踢」區，回應香港政府允許賭波合法化。基於Ferragamo2000及Red Pepper（紅辣椒）的努力及高瞻遠矚，「新貼圖區」及「吹吹水，聚聚佢區」反而變成了主打皇牌版區，並隨後於2004年1月1日設立「時尚玩意版」區，奠定了成為一個全面綜合論壇的基礎。

- 2003年10月14日，discuss.com.hk發展為獨立的論壇，名為「香港討論區」，回應不同的市場需求。

### 2004年
- 2004年2月2日，正式確立永久網址為www.discuss.com.hk，一直至今。

- 2004年3月，搬至一個較為穩定的伺服器，亦同時改用Discuz!3.0繁體討論區商用版程式，以求獲得更大的技術支援。

### 2006年
- 2006年8月26日，一名22歲成年網友「想炸迪迪尼」於香港討論區聲稱及揚言要「自製炸彈炸『迪迪尼』（香港迪士尼）」，而請求其他網民提供自製炸彈教學。警察拘捕有關網民，事件在2006年9月20日及2007年6月22日上報。此為案件編號：KTCC855/07。

### 2007年
- 2007年12月起，和Uwants成為合作夥伴，而兩者皆由網匯科技有限公司（Networld Technology Limited）營運。在香港討論區的版面底部，可見到Uwants相關版面的連結。

### 2008年
- 1月27日，陳冠希淫照事件波及香討。一名網民（藝人床照發放者）於「成人貼圖區」內發佈了女子裸照。

- 10月13日，狐狸精事件。有會員在「婚後生活」版發表《大緊肚......但發現》的言論，文章指自己的丈夫有外遇，並指狐狸精就是暗星潘美琪（Maggie Poon）。事後文章被版主刪除。

### 2011年
5月，环球时报以《香港“网络打手”猖獗成为舆论热点》為題報導，“网络打手”已“主攻”香港讨论区。

### 2012年
- 3月選特首前，香港討論區、Uwants合搞投票選特首系統，但造成一連串負面事件發生。那時，並非「每個(IP+瀏覽器)只能投一票」。因而部分梁派洗票者通過作弊的方法進行不公平的投票。22日，「反U汪獨裁者聯盟」發現該系統存在許多錯誤地方(BUG)，結果造假。因而有黑箱作業利益之嫌而引發「唐反梁事件」。在「唐反梁事件」中，部分唐派洗票者亦用了不當手法還擊對手，造成官方停止第一次投票[5]。

- 3月23日中午，特首結果重設新版投票，而洗票BUG還在。由於「唐反梁事件」發生，梁派洗票東窗事發，可能為重設投票系統的原因。不過，有人說洗票BUG還暗藏於程序內。後來又有人發現還可洗票[6]，因此結果不可信！有人評價他們時說:"法網恢恢，疏而不漏，假的真不了"，暗示真實選舉不可以洗票的。

- 8月19日的星島日報報道指今年5月，合作夥伴Uwants內有洗黑錢及交易騙案，被警方發現後介入事件。[7]

### 2014年
- 1月，據香港蘋果日報報導，高登討論區、香港討論區和Uwants討論區先後出問題。而香港討論區和Uwants討論區「癱瘓」12小時。香討承認問題並搶修網站，引起三站網民擔心自己的個人資料外洩。[8]

- 1月，有香討用戶發現Google Chrome以含有惡意軟件為由封鎖香討，並引用網絡保安廠商趨勢科技香港區技術經理陳貴強的指責內容，使用開源軟件（暗示Discuz）設計的討論區，雖然會定期更新，但保安程度未必足夠。因此一旦出現漏洞，黑客亦可輕易利用同一手法，入侵多個討論區。[9]

### 2019年
- 10月18日，有香討用戶發現帳號被登出後在app裏不能再登入，懷疑系統出現故障。

### 2020年
- 3月19日下午五時，香討再度停止伺服器運作，但大約十五分鐘後伺服器運作回復正常。

## 中國大陸的封鎖
由於政治評論內容上可能包含違背中國現行的政策，所以香港討論區長期被中国大陆的防火長城封锁。

## 外部連結
- 官方网站 （中文）
- 香港討論區 VOOV直播 UID:600201397